# Brestak
Brestak (Bulgaars: Брестак) is een dorp in het noordoosten van Bulgarije. Het dorp is gelegen in de gemeente Valtsji Dol, oblast Varna. Het dorp ligt hemelsbreed 39 km ten noordwesten Varna en 352 kilometer ten noordoosten van Sofia.

## Geschiedenis
Folklore zegt dat het dorp Brestak (Karaagach) in de Turkse (Ottomaanse) tijd op deze plek werd gesticht.
In 1895 stuurden plaatselijke leraren financiële steun naar twee ontslagen Varna-leraren.
In 1905 was het dorp de administratieve zetel van een gemeentelijke overheid. In 1914 opereerde een staatshengstenstation in het dorp onder controle van de dierenarts van het district Varna. Op 9 mei 1915 werd in het dorp een wekelijkse (zaterdag)markt voor groot en klein vee geopend met feesten en spelletjes.
Bij besluit van de Ministerraad van maart 1923 werd in het dorp een telefoon- en postkantoor geopend.
In 1933 verkende de geograaf Vasil Marinov het dorp en bepaalde het binnen de antropogeografische grenzen van Loedogorië (Deliorman) en rapporteerde over de Karaagach rivier die door het dorp stroomde.
Op 6 februari 1936 sloot de minister van Nationale Economie, Dimitar Valev, de wekelijkse markt in het dorp wegens gebrek aan economische rechtvaardiging.
Door de jaren heen groeide het dorp Brestak concentrisch van het centrum naar de periferie, en in 1956 telde het al 2.526 inwoners en 509 huizen. Met het begin van demografische en migratieprocessen na 1960 nam het aantal inwoners geleidelijk af. Tegenwoordig zijn er minder dan 1000, maar toch blijft het dorp Brestak het oudste en grootste dorp in de regio van Valtsji Dol. 
De mensen die door de jaren heen in het dorp Brestak woonden waren voornamelijk boeren, veefokkers en ambachtslieden.

## Bevolking
Op 31 december 2020 telde het dorp Brestak 862 inwoners. Het aantal inwoners vertoont al vele jaren een dalende trend: in 1956 had het dorp nog 2.526 inwoners.
|  |

In de officiële volkstelling van 1 februari 2011 reageerden 952 van de in totaal 970 inwoners. Van deze 952 respondenten gaven 851 personen aangesloten te zijn bij de "Bulgaarse" etnische groep. Daarnaast identificeerden 66 personen zichzelf als “Turken” en 30 personen als "Roma". De rest van de bevolking heeft geen etnische achtergrond opgegeven of helemaal geen antwoord gegeven
| Etnische samenstelling van de respondenten (2011) | Etnische samenstelling van de respondenten (2011) | Etnische samenstelling van de respondenten (2011) | Etnische samenstelling van de respondenten (2011) | Etnische samenstelling van de respondenten (2011) |
| ------------------------------------------------- | ------------------------------------------------- | ------------------------------------------------- | ------------------------------------------------- | ------------------------------------------------- |
|                                                   |                                                   |                                                   |                                                   |                                                   |
| Bulgaren                                          | Bulgaren                                          |                                                   | 89,4%                                             | 89,4%                                             |
| Turken                                            | Turken                                            |                                                   | 6,9%                                              | 6,9%                                              |
| Roma                                              | Roma                                              |                                                   | 3,2%                                              | 3,2%                                              |
| Anders/Onbekend                                   | Anders/Onbekend                                   |                                                   | 0,5%                                              | 0,5%                                              |